# Robert Pirès
Robert Emmanuel Pirès (Reims, 29. listopada 1973.) je francuski umirovljeni nogometaš i bivši reprezentativac. Pirès je španjolskog i portugalskog porijekla. Pirès je odlučio u 42. godini završiti nogometnu karijeru. Indijska Goa bila je posljednja stanica u 23 godine dugoj avanturi nogometaša iz Reimsa.